# 佳麗貸
佳麗貸，亦称裸贷（裸条），是中華人民共和國於2017年左右開始出現的一種另類借貸服務，以女性的裸照为抵押物，以「低利息、無抵押、放款快」吸引女性借款者，女性顏值越高借到的錢就越多。這種借貸服務一般被視為犯法，而且實際上利息極高，涉及與性相關的威脅，還不起錢的話可能要提供性服務、甚至捐卵還債，有女性因此自殺或者遭大學開除。
除了佳麗貸，中國還有好多其他另類「醫美貸」等借貸服務，但性質都是要女性錢債肉償。
香港經濟學者羅家聰分析，中華人民共和國經濟走下坡路，好多人找不到工作，銀行又不會輕易放貸，結果就衍生了很多這種不法借貸模式。財經專欄作家渾水認為，這個現象與中國大陸對借貸的監管向來較寬鬆有關，這樣會使得中國大陸借貸市場容易衍生一些騙案，從而造就一個不健康的金融生態。

## 資料來源
1. ↑  . 澎湃新聞.   [2021-01-06]. （原始内容存档于2020-02-06）.
2. ↑  . 央視.   [2021-01-06]. （原始内容存档于2020-08-06）.
3. ↑  . 澎湃新聞.   [2021-01-06]. （原始内容存档于2019-10-26）.
4. 1 2 3  . 香港蘋果日報.   [2020-12-12]. （原始内容存档于2020-12-12） （中文（香港））.
5. ↑  . 新华网.   [2020-12-12]. （原始内容存档于2021-02-11）.
6. ↑  . 聯合新聞網. 20201211T133016Z  [2020-12-12]. （原始内容存档于2021-02-11） （中文（臺灣））.
7. ↑  . 自由時報電子報. 2017-11-27  [2020-12-12]. （原始内容存档于2018-08-17） （中文（臺灣））.
8. ↑  . TVBS新聞網.   [2020-12-12] （中文（臺灣））.